# قودتشي
قودتشي (بالفارسية: قودچی) هي مستوطنة تقع في قسم تشاراويماق الجنوبي الغربي الريفي في إيران. يقدر عدد سكانها بـ 56 نسمة .